# سلما
سلما (بالإنجليزية: Selma)‏ هي مدينة أمريكية تقع في ولاية ألاباما. تبلغ مساحة هذه المدينة 37.4 (كم²)، ويبلغ عدد سكانها 20756 نسمة حسب إحصاء سنة 2010 م. تشير الإحصاءات بأن الكثافة السكانية في هذه المدينة تقدر بـ(548.4) نسمة/كم2.

## التركيبة السكانية
حدّد مكتب تعداد الولايات المتحدة بيانات التركيبة السكانية لسلما في تعداد الولايات المتحدة. في ما يلي، التركيبة السكانية حسب تعدادي 2000 و 2010.

### تعداد عام 2000
بلغ عدد سكان سلما 20,512 نسمة بحسب تعداد عام 2000، وبلغ عدد الأسر 8,196 أسرة وعدد العائلات 5,343 عائلة مقيمة في المدينة. في حين سجلت الكثافة السكانية 549.9 نسمة لكل كيلومتر مربع (1,424.2/ميل2). وبلغ عدد الوحدات السكنية 9,264 وحدة بمتوسط كثافة قدره 248.4 لكل كيلومتر مربع (643.4/ميل2).
وتوزع التركيب العرقي للمدينة بنسبة 28.77% من البيض و 69.68% من الأمريكيين الأفارقة و 0.10% من الأمريكيين الأصليين و 0.56% من الأمريكيين ذوي الأصول الآسيوية و 0.01% من سكان جزر المحيط الهادئ و 0.22% من الأعراق الأخرى و 0.66% من عرقين مختلطين أو أكثر و 0.67% من الهسبانيون أو اللاتينيون من أي عرق.
بلغ عدد الأسر 8,196 أسرة كانت نسبة 36.4% منها لديها أطفال تحت سن الثامنة عشر تعيش معهم، وبلغت نسبة الأزواج القاطنين مع بعضهم البعض 34.2% من أصل المجموع الكلي للأسر، ونسبة 27.2% من الأسر كان لديها معيلات من الإناث دون وجود شريك، بينما كانت نسبة 3.8% من الأسر لديها معيلون من الذكور دون وجود شريكة وكانت نسبة 34.8% من غير العائلات. تألفت نسبة 32.6% من أصل جميع الأسر من عدة أفراد يعيشون في نفس المنزل ونسبة 14.6% كانت تتألف من شخص يعيش بمفرده يبلغ من العمر 65 عاماً أو أكثر. وبلغ متوسط حجم الأسرة المعيشية 2.44، أما متوسط حجم العائلات فبلغ 3.10.
بلغ العمر الوسطي للسكان 36.2 عاماً. وكانت نسبة 27% من القاطنين تحت سن الثامنة عشر، وكانت نسبة 8.8% بين الثامنة عشر والرابعة والعشرين عاماً، ونسبة 24.6% كانت واقعةً في الفئة العمرية ما بين الخامسة والعشرين والرابعة والأربعين عاماً، ونسبة 21.5% كانت ما بين الخامسة والأربعين والرابعة والستين، ونسبة 15.4% كانت ضمن فئة الخامسة والستين عاماً فما فوق. يوجد لكل 100 أنثى 77.7 ذكر، ويوجد لكل 100 أنثى في الثامنة عشر من عمرها فما فوق 71.2 ذكر.
بلغ متوسط دخل الأسرة في المدينة 21,261 دولارًا، أما متوسط دخل العائلة فبلغ 28,345 دولارًا. وكان متوسط دخل الذكور 29,769 دولارًا مقابل 18,129 دولارًا للإناث. وسجل دخل الفرد الخاص بالمدينة 13,369 دولارًا. وكانت نسبة 26.9% من العائلات ونسبة 31.7% من السكان تحت خط الفقر، وكان من هؤلاء نسبة 42.2% تحت سن الثامنة عشر ونسبة 28% في الخامسة والستين من العمر وما فوق.

### تعداد عام 2010
بلغ عدد سكان سلما 20,756 نسمة بحسب تعداد عام 2010، وبلغ عدد الأسر 8,086 أسرة وعدد العائلات 5,184 عائلة مقيمة في المدينة. في حين سجلت الكثافة السكانية 556.5 نسمة لكل كيلومتر مربع (1,441.3/ميل2). وبلغ عدد الوحدات السكنية 9,429 وحدة بمتوسط كثافة قدره 252.8 لكل كيلومتر مربع (654.7/ميل2).
وتوزع التركيب العرقي للمدينة بنسبة 18.02% من البيض و 80.32% من الأمريكيين الأفارقة و 0.16% من الأمريكيين الأصليين و 0.59% من الأمريكيين ذوي الأصول الآسيوية و 0.02% من سكان جزر المحيط الهادئ و 0.13% من الأعراق الأخرى و 0.76% من عرقين مختلطين أو أكثر و 0.60% من الهسبانيون أو اللاتينيون من أي عرق.
بلغ عدد الأسر 8,086 أسرة كانت نسبة 36.5% منها لديها أطفال تحت سن الثامنة عشر تعيش معهم، وبلغت نسبة الأزواج القاطنين مع بعضهم البعض 27.2% من أصل المجموع الكلي للأسر، ونسبة 32.1% من الأسر كان لديها معيلات من الإناث دون وجود شريك، بينما كانت نسبة 4.8% من الأسر لديها معيلون من الذكور دون وجود شريكة وكانت نسبة 35.9% من غير العائلات. تألفت نسبة 32.8% من أصل جميع الأسر من عدة أفراد يعيشون في نفس المنزل ونسبة 12.4% كانت تتألف من شخص يعيش بمفرده يبلغ من العمر 65 عاماً أو أكثر. وبلغ متوسط حجم الأسرة المعيشية 2.48، أما متوسط حجم العائلات فبلغ 3.17.
بلغ العمر الوسطي للسكان 35.0 عاماً. وكانت نسبة 28% من القاطنين تحت سن الثامنة عشر، وكانت نسبة 9.7% بين الثامنة عشر والرابعة والعشرين عاماً، ونسبة 23.4% كانت واقعةً في الفئة العمرية ما بين الخامسة والعشرين والرابعة والأربعين عاماً، ونسبة 24.7% كانت ما بين الخامسة والأربعين والرابعة والستين، ونسبة 14.2% كانت ضمن فئة الخامسة والستين عاماً فما فوق. وتوزع التركيب الجنسي للسكان بنسبة 44.5% ذكور و 55.5% إناث.

## أعلام
- جورج هنري كرايغ
- تشارلز ديفيس
- ويليام بنجامين كرايغ
- توماس إس. كنعان
- فرد ديفيس
- آني لي كوبر
- جيف سيشنز
- بول كونور
- جو بونير
- ميا هام